# Генріх Георг Штамер
Генріх Георг Штамер, з 29 травня 1939 року — барон фон Штамер, граф фон Зілум (нім. Heinrich Georg Freiherr von Stahmer, Graf von Silum; 3 травня 1892 — 13 червня 1978) — німецький офіцер і дипломат, оберлейтенант Імперської армії, штурмбанфюрер СС і штандартенфюрер НСКК.

## Біографія

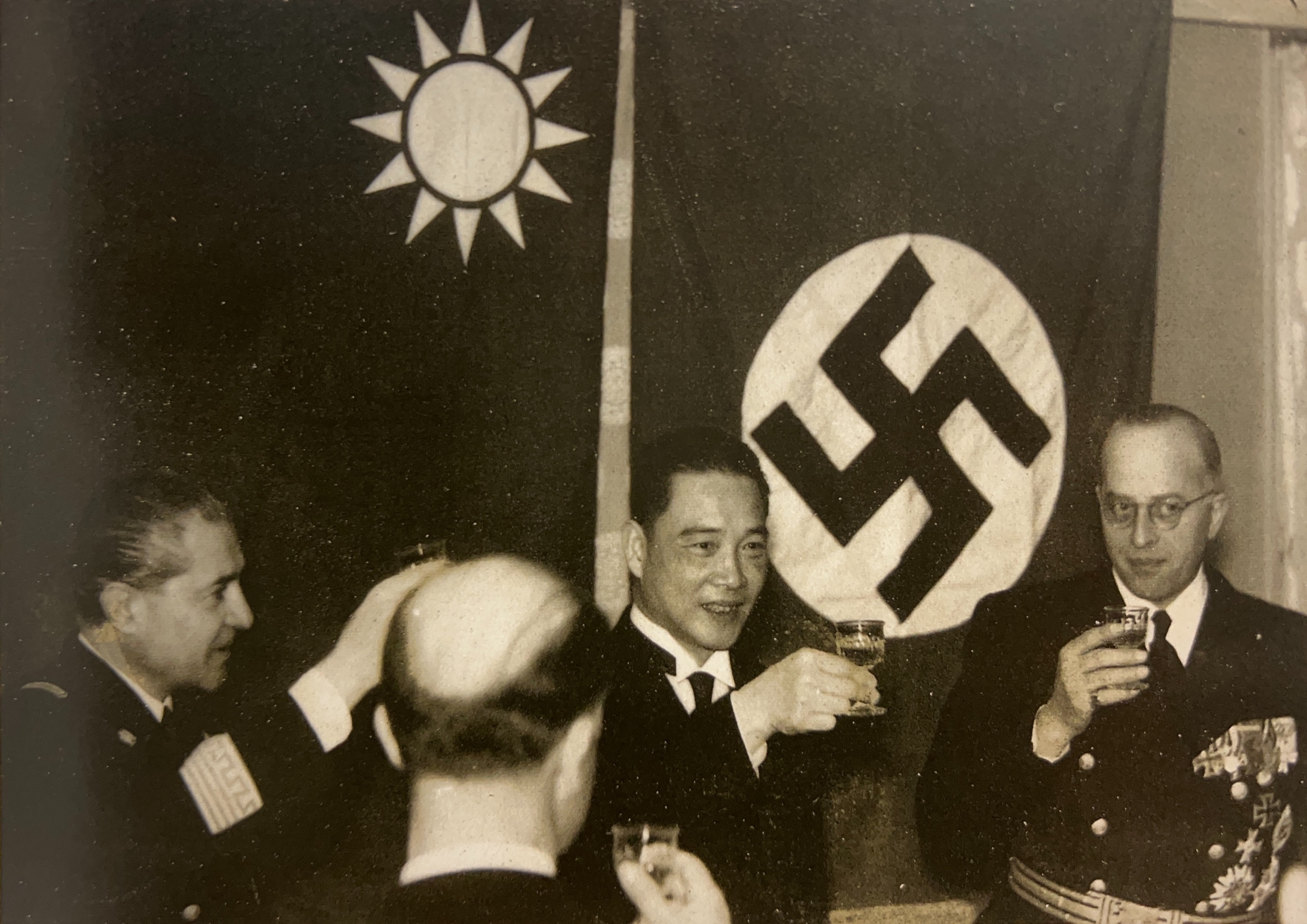
Штамер (крайній праворуч) на прийомі у Ван Цзінвея.

Учасник Першої світової війни. 1936 року брав участь в переговорах щодо укладення Антикомінтернівського пакту між урядами Німеччини та Японії.
Протягом всього 1940 року працював над підписанням угоди про союз між Німеччиною і Японією, а 13 серпня 1940 року повідомив японське посольство в Берліні про рішення укласти такий договір. У вересні 1940 року взяв участь в переговорах, що призвели до укладання Берлінського пакту. Після укладення пакту Штамер був направлений на дипломатичну службу в Токіо.
У жовтні 1941 року був призначений послом Німеччини в реорганізованому китайському національному уряді під керівництвом Ван Цзінвея, створеного в Нанкіні в результаті японської окупації, залишався на посаді до кінця 1942 року. Згідно з японськими дипломатичними каналами, Штамер був «схвильований» через призначення на нову посаду посла в Китаї і що він прагнув діяти відповідно до інтересів Німеччини і Японії під час перебування в цій країні.
У січні 1943 року був призначений послом Німеччини в Японії і прибув в Токіо з Нанкіна 28 січня 1943 року. Залишався на цій посаді до кінця Другої світової війни. 5 травня 1945 року, коли наближалася капітуляція Німеччини, міністр закордонних справ Японії Сігенорі Того оголосив Штамеру офіційний протест, в якому звинуватив уряд Німеччини в зраді свого японського союзника. Після капітуляції уряду Німеччини Японія розірвала дипломатичні відносини з цією країною 15 травня 1945 року. Генріх Георг Штамер був інтернований і утримувався під арештом в готелі недалеко від Токіо до капітуляції Японії в серпні 1945 року.
10 вересня 1945 року, після капітуляції Японії, він був заарештований владою США і утримувався у в'язниці Сугамо в Токіо, а в вересні 1947 року повернувся до Німеччини, де був інтернований до вересня 1948 року. Після звільнення почав вести бізнес з японськими компаніями.

## Нагороди
- Нагрудний знак пілота-спостерігача (Пруссія)
- Нагрудний знак військового пілота (Пруссія)
- Залізний хрест 2-го і 1-го класу
- Військовий Хрест Фрідріха-Августа (Ольденбург) 2-го і 1-го класу
- Пам'ятний знак пілота (Пруссія)
- Почесний сенатор університету Грайфсвальда (січень 1933)
- Почесний хрест ветерана війни з мечами (1934)
- Орден Заслуг (Ліхтенштейн), командорський хрест із зіркою (1938)
- 29 травня 1939 року отримав спадковий баронський і особистий графський титули від князя Франца Йозефа II.
- Генеральний консул (1939)
- Орден Священного скарбу 2-го класу із зіркою (Японська імперія)
- Хрест Воєнних заслуг 2-го і 1-го класу